# نب آمون (وزير)
نيب آمون 
| V30 | i | mn · n |

 كان وزيرا في مصر القديمة. خدم من عهد حور أم حب حتى عهد رمسيس الثاني.
ورد اسم نب آمون في حسابات القصر الممفيتي في وقت مبكر من حكم سيتي الأول.
لم يُستدل بعد على مقبرته، لكن من المرجح أن تكون في سقارة. صُور نيب آمون مع الوزير أوسر مونتو في المقبرة رقم TT 324، مما يدل على أنهما كانا في المنصب في نفس الوقت تقريبًا.
له تمثال من الحجر الجيري عثر عليه في أبيدوس، وموجود الآن في متحف القاهرة، عليه قائمة ألقاب طويلة. كان على صلة قرابة عائلية مع كبير كهنة أوزوريس، وينينفر [الإنجليزية].